# 卡阿涅
卡阿涅（法語：Cahagnes，法語發音：[ka.aɲ] ⓘ）是法国卡尔瓦多斯省的一个市镇，属于维尔区。

## 地理
卡阿涅（49°3'59"N, 0°46'7"W）面积24.35 平方千米，位于法国诺曼底大区卡爾瓦多斯省，该省份为法国西北部沿海省份，北濒大西洋英吉利海峡，东北与滨海塞纳省以海上边界相接，东临厄尔省，南至奧恩省，西与芒什省接壤。
与卡阿涅接壤的市镇（或旧市镇、城区）包括：瑟勒河畔阿马耶、圣皮埃尔迪弗雷讷、特拉西博卡日、苏勒夫尔昂博卡日、欧尔河畔科蒙、瓦勒德德龙、谢讷河畔迪亚朗、欧尔瑟勒、瑟利讷。

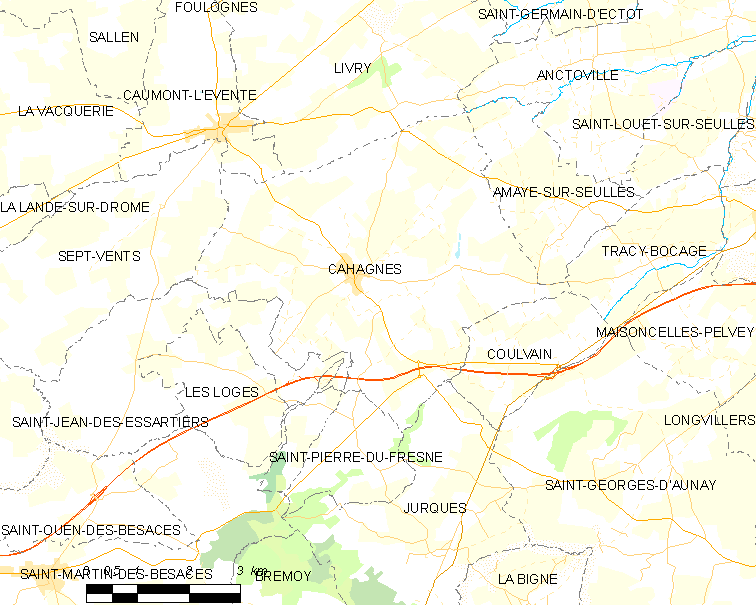
卡阿涅的OSM定位图

卡阿涅的时区为UTC+01:00、UTC+02:00（夏令时）。

## 行政
卡阿涅的邮政编码为14240，INSEE市镇编码为14120。

## 政治
卡阿涅所属的省级选区为莱蒙多奈县。

## 人口

1962-2008年间卡阿涅人口变化图示

卡阿涅于2022年1月1日时的人口数量为1408人。